# Caballeros de Colón

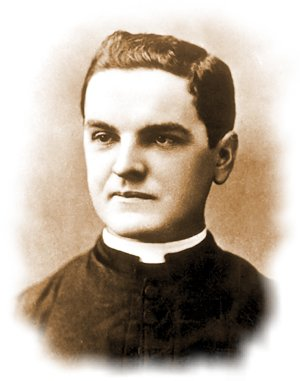
Padre Michael J. Mc Givney, fundador de los Caballeros de Colón.

Los Caballeros de Colón son una organización fraternal católica de beneficencia, fundada en 1881 por el sacerdote Michael J. McGivney. Los principios fundamentales de esta sociedad cristiana son la caridad, la unidad, la fraternidad y el patriotismo. La sociedad se ha distinguido por desarrollar y apoyar proyectos orientados al fortalecimiento de la fe católica en el mundo, apoyando la labor evangelizadora y misionera del Papa, los obispos, sacerdotes, religiosos y religiosas de las iglesias particulares en la Iglesia universal.

## Historia
Fundada por el sacerdote secular estadounidense Michael J. Mc Givney, de ascendencia irlandesa, y reconocida legalmente el 29 de marzo de 1882 en Connecticut, Estados Unidos.

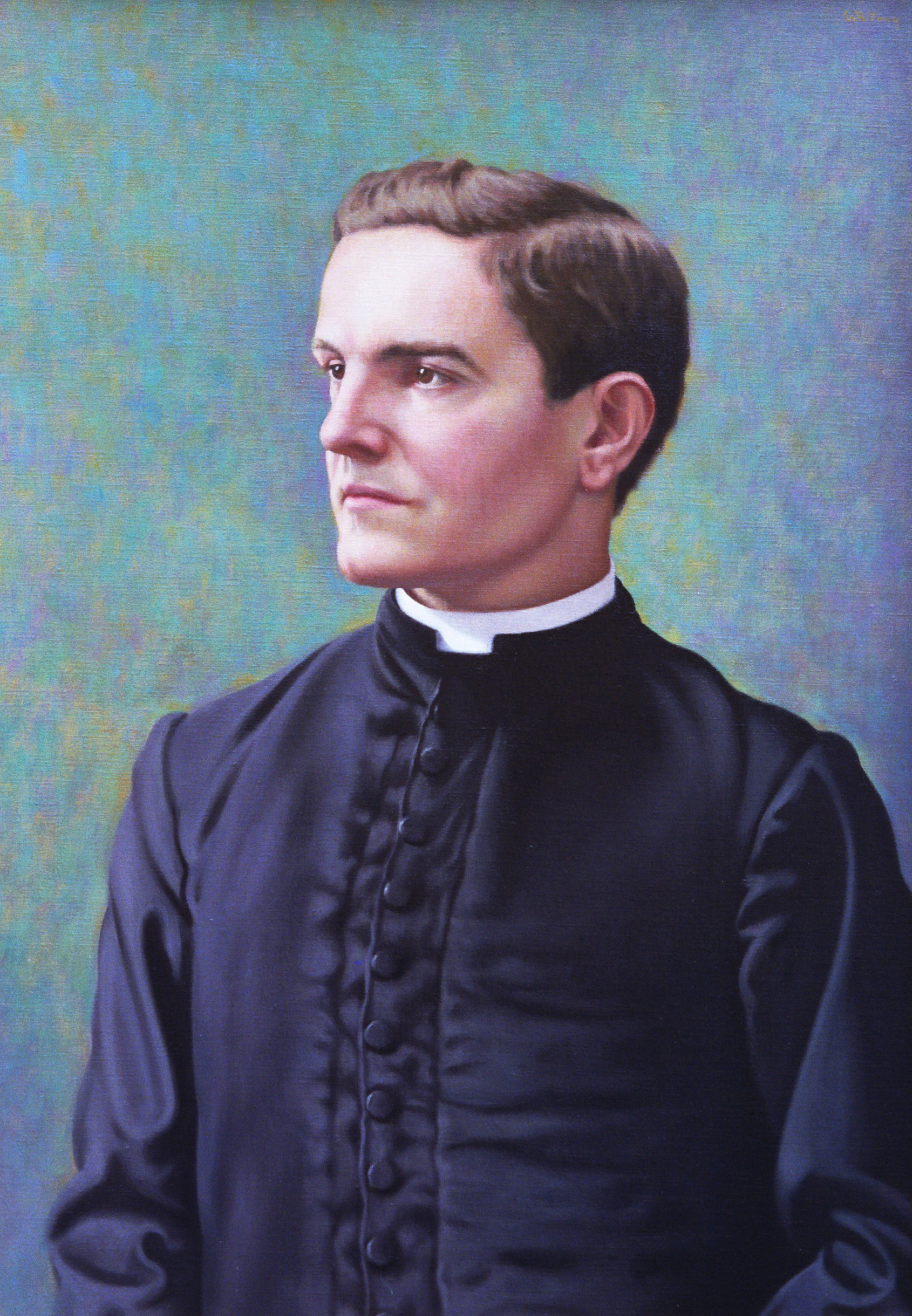
Retrato de Michael J. Mc Givney por Richard Whitney.

Todo comenzó el 2 de octubre de 1881 en la parroquia de Santa María, en la avenida de Hillhouse de New Haven (Connecticut). El Padre Michael J. Mc Givney, de 29 años entonces, reunió a un pequeño grupo de hombres para formar una sociedad por la defensa de su país, sus familias y su fe. Estos hombres estaban unidos por el ideal del Almirante Don Cristóbal Colón, el famoso navegante y explorador que llevó en 1492 el cristianismo al Nuevo Mundo, en nombre y a las órdenes de los Reyes Católicos de España. La historia de los Caballeros de Colón es la siguiente: el 29 de marzo de 1882, el poder legislativo del estado de Connecticut autorizó la fundación de los Caballeros de Colón como una sociedad benéfica fraternal. Aunque los primeros consejos se encontraban exclusivamente en ese estado, la orden se propagó por Nueva Inglaterra y en los siguientes años al resto de Estados Unidos.
La motivación principal de la sociedad era ser una sociedad de beneficio mutuo. Como párroco en una comunidad de inmigrantes, McGivney vio lo que podía pasarle a una familia cuando el sostén de la familia muere y quiso proveer un seguro para cuidar a la viuda y a los huérfanos dejados atrás. Él mismo vivió esa situación cuando tuvo que dejar sus estudios para hacerse cargo de la familia cuando su padre murió.
Al final del siglo XIX, los católicos eran excluidos regularmente de los sindicatos y otras organizaciones protestantes que otorgaban servicios sociales. A los católicos se les prohibía el ingreso a las más populares organizaciones fraternales, no era el caso de la masonería, la propia iglesia impedía el unírseles. McGivney deseó proveer una alternativa. También pensó que el catolicismo y el fraternalismo no eran incompatibles y quiso fundar una sociedad que impulsara a los varones a ser orgullosos de su herencia católica-americana.
McGivney viajó a Boston para examinar la Catholic Order of Foresters y a Brooklyn para aprender de la reciente creación de la  Catholic Benevolent League, ambas ofrecían beneficios de seguros. Encontró finalmente una carencia de entusiasmo que él pensó necesitar para competir con las sociedades similares de la época. Expresó el interés de establecer una "New Haven Court of the Foresters", pero el encargado de los Massachusetts Foresters lo previno de operar fuera de Commonwealth. Los miembros de la parroquia de St. Mary's (a la que pertenecía McGivney) hicieron una asamblea y decidieron formar un club que fuera completamente original.
McGivney inicialmente concibió el nombre de "Hijos de Colón" pero James T. Mullen, que luego sería el primer Caballero Supremo, sugirió que "Caballeros de Colón" sería mejor para capturar la naturaleza ritual de la nueva organización. La Orden fue fundada 10 años antes del 400 aniversario de la llegada de Colón al Nuevo Mundo y en un momento de renovado y gran interés sobre su persona. Colón fue un héroe para muchos católicos estadounidenses, y su designación como patrón fue en parte para quebrar divisiones entre los católicos irlandeses y los otros inmigrantes católicos de varias nacionalidades que ya vivían en Connecticut.
El Connecticut Catholic (de la Arquidiócesis de Hartford|) publicó una editorial en 1878 que ilustraba la estima con que los católicos estadounidenses miraban a Colón. "Como católicos estadounidenses no sabemos a qué otra persona le debemos nuestra gratitud y conmemoración sino es a ese hombre grande y noble - el pío, (zealous), y devoto católico, el navegante emprendedor, ese marinero de corazón grande y generoso: Cristóbal Colón."

## Organización
La membresía está abierta a hombres que sean católicos practicantes y estén en comunión con la Santa Sede.
Se organiza en más de 15,000 consejos, con 1.7 millones de miembros, a lo largo de Estados Unidos, Canadá, Filipinas, México, Polonia, República Dominicana, Puerto Rico, Panamá, Bahamas, Islas Vírgenes de los Estados Unidos, Guatemala, Guam y Saipán.
De acuerdo con declaraciones del coordinador político de los Caballeros de Colón en México, José Antonio Fernández, "la organización llegó a un padrón de 50 mil miembros" en el 2007 .
La organización juvenil de los caballeros, Escuderos de Colón, tiene cerca de 5000 centros. Todas las ceremonias y reuniones de la sociedad son solamente para miembros; mientras que el resto de eventos reciben público en general. La reuniones de sus miembros requieren el compromiso de confidencialidad.

### Consejo Supremo
El Consejo Supremo (Supreme Council en idioma inglés) es el cuerpo gobernante de la sociedad y está compuesto por representantes elegidos en cada jurisdicción. El Consejo Supremo actúa de una manera similar a como actúa una junta de accionistas de una sociedad, y cada año eligen a siete miembros para la junta Suprema de Directores (Supreme Board of Directors en inglés) para un período de tres años. Los veintiún miembros de la junta eligen, a su vez, de entre sus propios integrantes, a los oficiales operacionales de la Orden, incluyendo al Caballero Supremo (Supreme Knight).
Entre 2001 y 2021due  Caballero Supremo, Carl A. Anderson, el 1 de marzo de 2021 le sustituyó en el cargo, Patrick Kelly

## Actividad

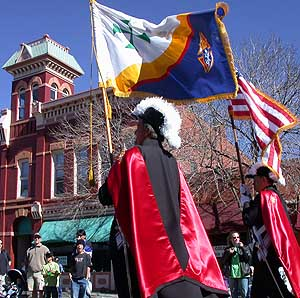
Caballeros de Colón marchando en el desfile de San Patricio en Fort Collins, Colorado.

En 2005, año fraternal, la sociedad donó 136 millones de dólares a la caridad y realizó más de 63.2 millones de horas/hombre de servicio voluntario. Por el apoyo a la iglesia y a las comunidades cercanas, y por sus  filantrópicos, la orden es reconocida como "el fuerte brazo derecho de la iglesia". La sociedad tiene un programa de seguros de vida por más de 60 mil millones de dólares en pólizas de vida a favor de las viudas y huérfanos de sus miembros, y tiene el nivel de aseguramiento más alto según A.M. Best, Standard and Poor's, y la Insurance Marketplace Standards Association.

## Grados y principios
La sociedad está dedicada a los principios de caridad, unidad, fraternidad y patriotismo. Una ceremonia ejemplificadora es la de Primer Grado, por la cual un hombre se une a la sociedad, explica la virtud de la caridad. La persona pasa a ser un Caballero de Colón de Primer Grado y continuará progresando y así pasando por los distintos grados; cada uno de estos grados se enfoca en otra virtud, además de subir de estatus. Al llegar al Tercer Grado un caballero es considerado como un miembro íntegro. Los sacerdotes no participan en los Grados como lo hacen los laicos, sino que toman el grado por observación.

## Santos, Beatos, Venerables y Siervos de Dios

### Santos
- Seis Santos Mártires Caballeros de Colón; San Luis Bátis Sáinz, San José María Robles Hurtado, San Mateo Correa Magallanes, San Miguel de la Mora, San Rodrigo Aguilar Alemán y San Pedro de Jesús Maldonado. Canonizados por su santidad San Juan Pablo II.
- San Rafael Guízar y Valencia, el Obispo de los pobres. [12]

### Beatos
- Beato Michael J. McGivney fundador de la Orden
- Beato Carlos Manuel Rodríguez Santiago laico oblato benedictino y caballero de Colón, escritor y liturgista.
- Beatos Mártires en Padre Andrés Solá y Molist, CMF, K of C (sacerdote), Padre José Trinidad Rangel, K of C (sacerdote) y Leonardo Pérez Larios, K of C (laico).[13]

### Venerables
- Venerable Padre Patrick Peyton
- Venerable Arzobispo Fulton John Sheen, TOC, K of C.

### Siervos de Dios
- Siervo de Dios Monseñor Bernard John Quinn [14]
- Siervo de Dios Irving Houle, tuvo en vida los estigmas de la pasión de Cristo.  [15]
- Cardenal Terence Cooke
- Padre Edward Flanagan
- Padre Joseph Verbis Lafleur